# Octavio Rubén González
Octavio Rubén González Acosta (Tebicuary, 20 de noviembre de 1945-visto por última vez en Asunción el 6 de diciembre de 1975) fue un obrero y dirigente sindical paraguayo, militante del Partido Comunista Paraguayo, desaparecido forzosamente en 1975 a la edad de 30 años, durante la dictadura de Alfredo Stroessner.

## Desaparición
Fue arrestado por los cuerpos de seguridad de Paraguay el 3 de diciembre de 1975, en su lugar de trabajo, específicamente en la Central hidroeléctrica Acaray. Fue trasladado a Asunción, donde estuvo recluido en el Departamento de Investigaciones, y se dice que también fue visto en Vigilancia y Delitos. Allí fue sometido a vejaciones y torturas, y posteriormente asesinado. Según algunos testigos, fue visto tres días después de su detención, momento desde el cual se encuentra desaparecido.
El 30 de junio de 1999, su hijo Guillermo González presentó ante la Comisión Interamericana de Derechos Humanos, una petición contra el Estado Paraguayo. El peticionario alegó que su padre, Octavio Rubén González Acosta, fue detenido el 3 de diciembre de 1975 por agentes del entonces Departamento de Investigaciones de la Policía de la Capital, y que posteriormente desapareció. Según la querella judicial iniciada el de abril de 2001 su hijo alegó lo siguiente: "fue golpeado con cachiporras por todo el cuerpo hasta tal punto que no había un centímetro cuadrado de su piel que no tuviera hematomas, e introducido en la bañera de agua con excrementos, atado con sogas de pies y manos. Después de varias horas de tormento en las que Rubén González no abrió ninguna vez la boca, salvo para tragar los excrementos o para insultar a sus torturadores, fue colgado cabeza abajo, por los pies, y de una viga del techo, mientras era golpeado con hierros hasta su fallecimiento".
Su esposa e hijos hicieron muchísimos esfuerzos en busca de respuestas, vendiendo todo lo que tenían, y asimismo fueron amenazados por los cuerpos de seguridad, aunque sin embargo nunca desmayaron en su búsqueda.
En agosto de 2011, el estado Paraguayo, durante la presidencia de Fernando Lugo, reconoció oficialmente el asesinato de Octavio. A través del canciller nacional, Jorge Lara Castro, y el viceministro de Asuntos Políticos del Ministerio el Interior Osmar Sostoa Luraghi, pidió disculpas a su esposa e hijos y al Partido Comunista Paraguayo, sin embargo su cuerpo no ha aparecido.